# Damocloide
I Damocloidi sono un piccolo gruppo di asteroidi che prende il nome dall'asteroide 5335 Damocles (Damocle); è stato l'astronomo giapponese Akimasa Nakamura a definire per primo questo gruppo di oggetti indicando i criteri per l'appartenenza al gruppo.
Un asteroide per essere definito un Damocloide deve avere determinate caratteristiche orbitali: 
- un'eccentricità superiore a 0,75 o un'inclinazione retrograda (oltre 90°);
- un perielio interno all'orbita di Giove;
- un semiasse maggiore superiore a 8 UA;
- un parametro di Tisserand inferiore a 2.[2]

Questi parametri sono tipici delle comete, per questo gli astronomi ritengono che i Damocloidi non siano altro che comete dormienti e, in un certo numero di casi, osservazioni successive hanno mostrato che effettivamente si trattava di comete, avendo questi oggetti sviluppato chiome e code cometarie. Probabilmente i criteri per la definizione dei Damocloidi sono influenzati dal basso numero di oggetti e una più completa definizione potrebbe comprendere criteri con parametri diversi.
I Damocloidi costituiscono una classe di oggetti complementare a quella dei Centauri avendo in comune solo i semiassi maggiori superiori a quello del pianeta Giove.
Attualmente sono classificati come Damocloidi oltre 40 oggetti: quasi la metà presenta orbite retrograde (inclinazione oltre i 90°), i 3/4 eccentricità superiori a 0,8, quasi la metà ha periodi superiori a 100 anni.
Poco si sa sulla loro natura fisica: presentano albedo tra i più bassi tra i corpi del Sistema solare, il loro colore è rossastro e oltre l'80% ha diametri compresi tra i 2,5 km e i 15 km.

## Esempi
| Numero o denominazione | Nome o designazione provvisoria |
| ---------------------- | ------------------------------- |
| 5335                   | Damocles                        |
| 20461                  | Dioretsa                        |
| 65407                  | 2002 RP120                      |
| 154783                 | 2004 PA44                       |
| -                      | 1999 XS35                       |
| C/2001 OG108 LONEOS    | 2001 OG108                      |